# Семецкое Лесничество
Семецкое Лесничество — поселок в Почепском районе Брянской области в составе Семецкого сельского поселения.

## География
Находится в центральной части Брянской области на расстоянии приблизительно 13 км на юг по прямой от районного центра города Почеп в 3 км от села Семцы на юго-восток.

## История
На карте 1941 года был отмечен как безымянный поселок.

## Население
Численность населения: 16 человек (русские 88 %) в 2002 году, ХХ в 2010.